# Love Over Gold
Love Over Gold je čtvrtým studiovým albem britské rockové skupiny Dire Straits, které v roce 1982 několik týdnů okupovalo první příčku hitparády prodejnosti ve Velké Británii.

## O albu
„Lásku nad zlato“ otevírá téměř čtvrthodinová skladba Telegraph Road, která ve svém textu reaguje na nástup thatcherismu ve Velké Británii, stejně jako skladba Industrial Disease. Na první stranu tehdejší gramofonové desky se ještě vtěsnala skladba Private Investigations s naopak minimalistickým textem. Pohled soukromého detektiva vyšel ve Velké Británii také jako singl. V příslušné hitparádě se umístil na druhém místě.
V USA album získalo zlatou desku. Jako singl tam vyšla první skladba z druhé strany Industrial Disease. Album jako celek bylo první nahrávkou Dire Straits, kterou produkoval jejich vedoucí Mark Knopfler sám.
Z hlediska českého fanouška bylo ve své době důležité, že album se po dvou letech objevilo i v licenci firmy Supraphon na našem trhu. Robert Křesťan úvodní skladbu nahrávky přetextoval a nahrál nejprve s Poutníky a později v nové aranži i s Druhou trávou.

## Seznam skladeb
Všechno napsal Mark Knopfler.
| Pořadí | Název                  | Délka |
| ------ | ---------------------- | ----- |
| 1.     | Telegraph Road         | 14:15 |
| 2.     | Private Investigations | 6:45  |
| 3.     | Industrial Disease     | 5:49  |
| 4.     | Love Over Gold         | 6:16  |
| 5.     | It Never Rains         | 7:54  |

## Obsazení
- Mark Knopfler – kytara, zpěv
- Alan Clark – klávesy
- John Illsley – baskytara
- Hal Lindes – kytara
- Pick Withers – bicí

### Hosté
- Mike Mainieri – marimba, vibrafon
- Ed Walsh – syntezátor